# Imzad

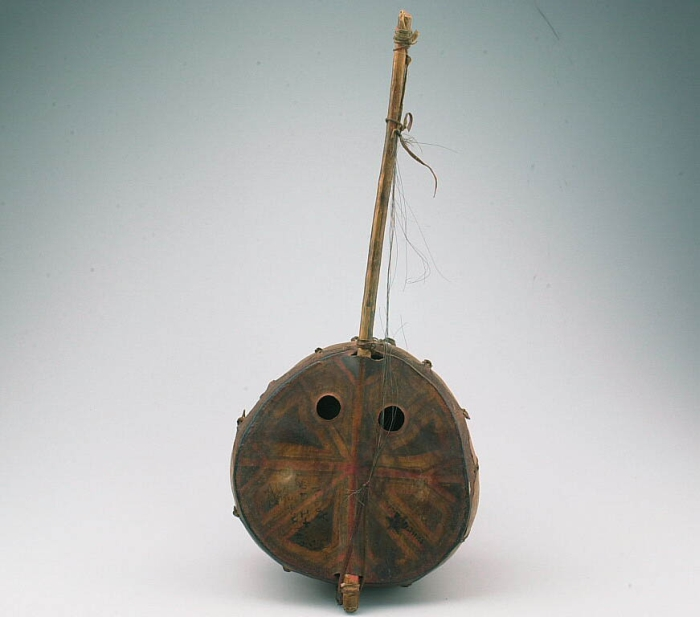
Imzad z Libii

Imzad (imẓad, także amzad) – rodzaj tuareskich skrzypiec o jednej strunie. Imzad należy do grupy instrumentów, których pudło rezonansowe ma kształt sferyczny lub formę misy (pierwotnie zbudowane w oparciu o tykwę), z długim gryfem, a pojedyncza struna wykonana jest z końskiego włosia. Termin imzad odnosi się również do muzyki wykonywanej na instrumencie.
Izmad jest instrumentem wyłącznie dla kobiet i każdy instrument należy do jednej, konkretnej kobiety. 
Gra się na nim siadając na podwiniętych nogach i trzymając instrument na udach. Dźwięki wydobywa się poprzez pocieranie struny za pomocą drewnianego smyczka o łukowatym kształcie. 
Instrument był najczęściej wykorzystywany, jako akompaniament do własnych opowiadań, pieśni poetyckich, często śpiewanych przez mężczyzn, sławiących bohaterów z przeszłości. Gra na imzadzie ma również odpędzać złe duchy a słuchanie muzyki imzad ma przynosić ulgę cierpiącym chorym. 
Zbliżone w budowie instrumenty z Afryki Zachodniej zwane są goge.
W 2013 roku praktyka i wiedza związana z muzyką imzad tuareskich społeczności w Algierii, Mali i Nigrze została wpisana na listę niematerialnego dziedzictwa UNESCO.